# 查克·洛里
查克·洛里（英語：Charles Michael "Chuck" Lorre，/ˈlɒri/，1952年10月18日—），美国导演、编剧、制片和词曲作家，创作多部美国流行情景喜剧，如《达尔玛和格雷格》《好汉两个半》和《生活大爆炸》等等。洛里也曾担任多部电视剧的执行制片，如情景喜剧《罗珊家庭生活》和CBS旗下的《迈克和茉莉》。洛里是犹太裔，于2018年开始他的第三段婚姻，目前共有两名子女。

## 早年生活
洛里曾就读于纽约州立大学波茨坦分校，但两年后主动退学成为一名词曲作家。

## 职业生涯
洛里离开大学后以作词和弹奏吉他为生。1986年，洛里为女歌星黛比·哈利的歌曲《法式接吻》填词；一年后，洛里为1987年12月28日首播的电视动画《忍者神龟》配乐。
在接下来的几年时间里，洛里逐渐从词曲作词家转变为编剧：他先是为《罗珊家庭生活》撰写剧本；随后为美国广播公司旗下的情景喜剧《优雅从容》编剧，这也是洛里首次出现在大银幕上。1993年，洛里被提名第52届金球奖最佳电视剧奖。
2003年，洛里创作情景喜剧《好汉两个半》，讲述两个单身汉兄弟带着一个古灵精怪的小孩子一起生活的故事。《好汉两个半》于2003年9月在CBS电视台首播，一推出便成为全美当年最流行的情景喜剧。
2007年，洛里创作情景喜剧《生活大爆炸》，讲述四位天才科学家和一位美女邻居的生活趣事。《生活大爆炸》首映后也取得不小的成功，获得电视评论协会最佳喜剧剧集奖，在剧中扮演谢尔顿·库珀的吉姆·帕森斯也获得喜剧个人成就奖。2009年9月21日《生活大爆炸》第三季第1集《电动开罐器风波》首播时，共有1283万观众收看该剧，创下CBS夜间18岁至49岁成人观众收视率的新纪录。

## 影视作品

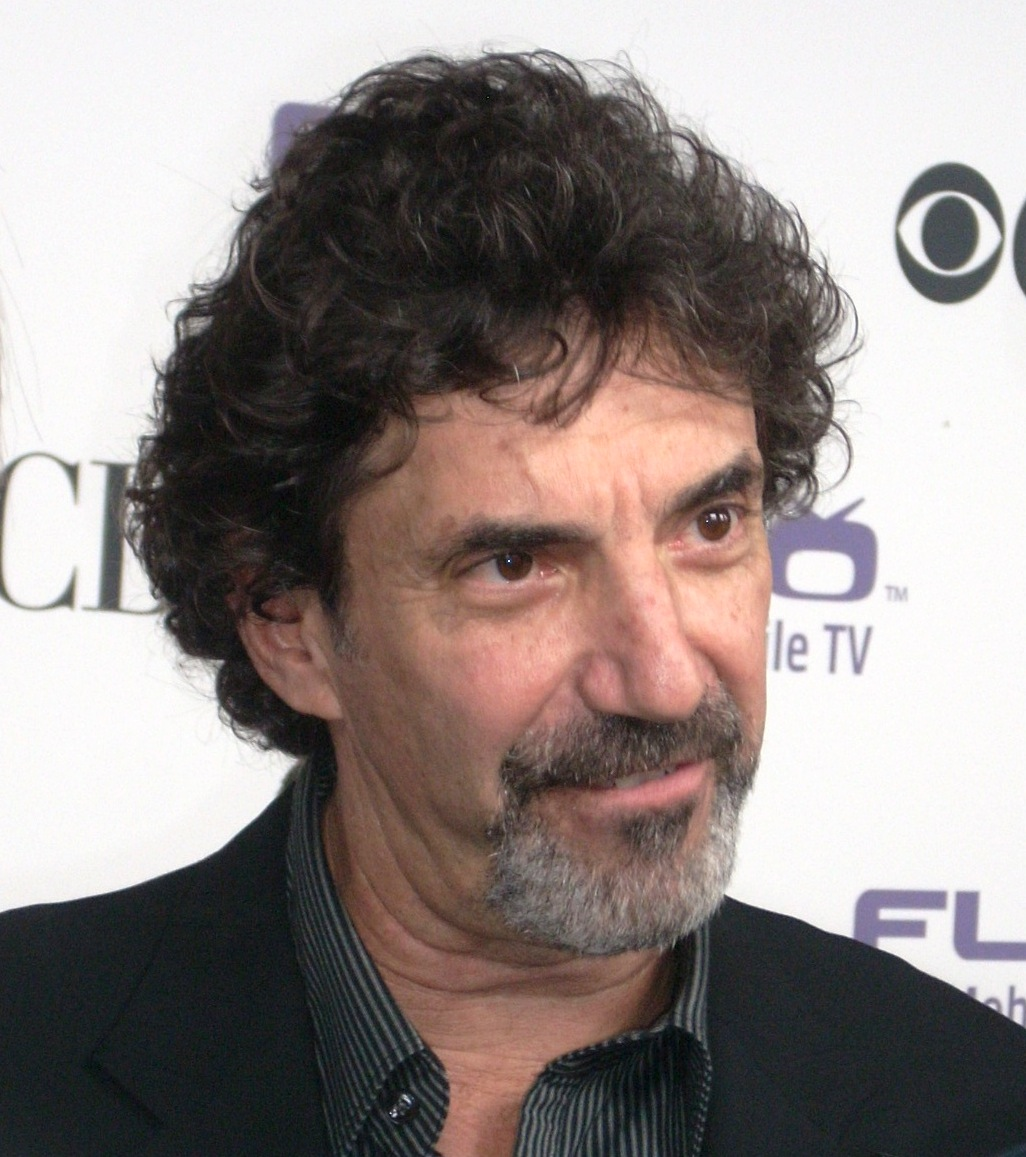
2008年9月的查克·洛里

- 1990–1992，《罗珊家庭生活（英语：Roseanne）》：编剧、共同执行制片、监督制片
- 1993–1998，《优雅从容（英语：Grace Under Fire）》：创作、编剧、共同执行制片、监督制片
- 1995–1998，《西碧尔（英语：Cybill）》：创作、编剧、执行制片
- 1997–2002，《达尔玛和格雷格（英语：Dharma & Greg）》：共同创作、编剧、执行制片
- 2003–2015，《好汉两个半》：共同创作、编剧、执行制片、导演
- 2007–2019，《生活大爆炸》：共同创作、编剧、执行制片
- 2010–2016，《迈克和茉莉》：编剧、执行制片
- 2013–至今，《極品老媽》：共同创作、编剧、执行制片
- 2017–至今，《少年谢尔顿》：共同创作、编剧、执行制片

## 奖项荣誉
1996年，洛里创作的第三部情景喜剧《西碧儿》获得第53届金球奖最佳音乐/喜剧类剧集。
洛里凭借《好汉两个半》于2004年、2005年、2008年及2009年4次获得广播音乐公司（BMI）电视音乐奖。
2009年3月12日，洛里在好莱坞星光大道获得一枚属于自己的星形奖章。同年6月，洛里曾就读两年后退学的纽约州立大学波茨坦分校授予其人文学科荣誉博士学位，以表彰他对娱乐业做出的贡献以及他为弱势群体提供医疗保健机会所做出的努力，并邀请他发表毕业典礼主题演讲。
2012年3月，洛里入选美国电视名人堂。
2019年1月，洛里凭借《柯明斯基理论》拿下第76届金球奖最佳音乐/喜剧类剧集，并于同月获得第24屆评论家选择第24屆评论家选择创意成就奖。